# Automotrice FNM E.750 (1947)
Le automotrici E.750 delle Ferrovie Nord Milano erano una piccola serie di elettromotrici, derivate nel 1947 dalla motorizzazione di rimorchi-pilota serie E.820, costruiti da Piaggio nel 1937.
Vennero realizzate due unità, abbinate a due o tre rimorchiate ciascuna (di cui una semipilota); la cassa in acciaio inox valse loro il soprannome di "tolloni" ("tolla" è un termine dialettale lombardo che indica la latta), mentre la coloritura a strisce rosse (per la 01) e blu (per la 02) fu alla base dei nomignoli "Togliatti" e "Figlia di Maria".
Tuttavia la struttura della cassa, estremamente leggera, si rivelò inadatta a sostenere il peso dei motori e il pieno carico di passeggeri, a maggior ragione dovendo espletare un intenso servizio locale ad alta frequentazione, con la conseguenza di frequenti deformazioni e cedimenti.
L'unità 01 venne radiata e demolita già nel 1953, la 02 dieci anni dopo.